# Nhà thờ Tin lành ở Martin
Nhà thờ Tin lành ở Martin (tiếng Slovakia: Evanjelický kostol v Martine) là một nhà thờ được xây dựng theo chủ nghĩa cổ điển, tọa lạc ở thành phố Martin, vùng Žilina, Slovakia. Vào ngày 26 tháng 11 năm 1963, nhà thờ này được ghi danh vào Danh sách Di tích Trung ương theo quyết định của Bộ Văn hóa Cộng hòa Slovakia.

## Lịch sử
Sau nhiều năm đạo Tin lành bị đàn áp, những giáo dân Tin lành được cho phép xây dựng nhà thờ của riêng họ. Nghi lễ đặt viên đá đầu tiên của nhà thờ này diễn ra vào ngày 1 tháng 5 năm 1784. Ban đầu, nhà thờ là một tòa nhà khiêm tốn không có tháp chuông, vì các nhà thờ Tin lành vẫn phải chịu một số hạn chế xây dựng nhất định. Tòa tháp chuông bằng gỗ đã được xây thêm vào nhà thờ sau khi luật thay đổi vào năm 1789.
Nhiều nhân vật quan trọng của nền văn hóa và phục hưng quốc gia Slovakia từng làm mục sư ở đây, trong số đó có Karol Kuzmány. Vào năm 1885, một tháp chuông mới bằng gạch được xây lên, người xây dựng là E. Erben. Công cuộc hiện đại hóa nội thất của nhà thờ này diễn ra vào năm 1903, và nhà thờ có ánh sáng điện từ năm 1915. Vào năm 1998, toàn bộ nhà thờ được trùng tu.